# Басс, Илья Абрамович
Илья Абрамович Басс (англ. Ilya Bass, род. 1937, Витебск, Белорусская ССР) — учёный, писатель
, переводчик

## Биография
Родился 2 сентября 1937 года в гор. Витебске. Во время Великой Отечественной войны проживал в гор. Троицке, Челябинской области.
После окончания войны поселился с матерью в Минске (отец погиб на фронте в 1942 году в сражении под Ржевом).
В 1954 году окончил школу, в 1959 году — Белорусский политехнический институт, по специальности ‘инженер-механик‘. С 1959 по август 1965 работал на машиностроительном заводе «Ударник».
В 1965 поступил в аспирантуру Института технической кибернетики АН БССР, где защитил кандидатскую диссертацию. С 1978 года — старший научный сотрудник и руководитель группы в том же институте.
В 1980 году эмигрировал в Соединенные Штаты Америки, где работал по специальности в нескольких городах — Кливленд (Огайо), Рокфорд (Иллинойс), Рочестер (Нью-Йорк). С 2003 года — на пенсии.
Литературной деятельностью и переводами (включая технические переводы) занялся в 1995 году. Известен как знаток жизни и творчества американской писательницы Гертруды Стайн.
В настоящее время проживает в Медфорде (штат Массачусетс, США).

## Публикации

### Книги
- Michail Chemiakin: A view of the artist through the media/together with A. Lamb Woolfish Imprints, Pittsford, NY, 2000.
- Кьеркегор С. Жизнь. Философия. Христианство / Совместно с Хансом Оуном/. СПб, Дмитрий Буланин, 2004.
- Женщины в жизни Франца Кафки. СПб, Алетейя, 2009.
- Секретная миссия в Марселе. Один год из жизни Вариана Фрая. СПб, Алетейя, 2011.
- Жизнь и Время Гертруды Стайн. М., Аграф, 2013.
- Элис Токлас: Моя жизнь с Гертрудой Стайн — СПб, Алетейя, 2016.

### Избранные переводы
- Токлас Э. То, что запомнилось. NY, Слово/Word 2011, № 71.
- Киган С. Невеста Ветра. Жизнь и Время Альмы Малер-Верфель. СПб, Композитор, 2008.
- Гордимер Н. Письмо отца Францу Кафке. Время и Место, Выпуск 3, Нью-Йорк.
- Стайн Г. Q.E.D. Митин журнал/Kolonna Publications, Тверь, 2013.
- Стайн Г. Автобиография каждого. Митин журнал/Kolonna Publications, Тверь, 2014.
- Стайн Г. Войны, которые я видела. Митин журнал/Kolonna Publications, Тверь, 2015.
- Стайн Г. Ида. Митин журнал/Kolonna Publications, Тверь, 2016.
- Бич С. Шекспир и компания. М., Грифон, 2018.
- Гуггенхайм П. Исповедь фанатки искусства. СПб, Алетейя, 2019.
- Стюард С. Затерявшаяся автобиография Сэмюэла Стюарда. М., Грифон, 2020..

### Избранные научно-технические публикации
- Басс И. А. Профилирование червячных фрез с использованием ЭВМ. Наука и Техника, Минск. 1974.
- Басс И. А. и др. Основы проектирования режущих инструментов. Вышейшая школа, Минск, 1979.
- Bass I. General equations for gear cutting tool calculations. Gear Technology, November/December 1985, Randall Publishing, Elk Grove Village, IL
- Bass I. Gear Span Measurement — An Analytical Approach, Gear Technology, May/June 1989 Randall Publishing, Elk Grove Village, IL